# Valeri Brainin
Valeri Brainin (russo: Валерий Борисович Брайнин, também conhecido como: Willi Brainin e Brainin-Passek; Nizhny Tagil, 27 de janeiro de 1948) é um musicólogo, compositor, pedagogo músical, gestor musical e poeta russo-alemão.

## Biografia
Nascido em uma família de um poeta e tradutor austríaco, emigrante político, Boris Brainin (pseudónimo literário - Sepp Österreicher), Valeri Brainin faz parte da conhecida família vienense Brainin.

## Atividade musical-pedagógica e social
É autor de um 'Método de Desenvolvimento de Inteligência Musical e Ouvido Musical', destinado principalmente à educação de crianças. A maioria das obras cientificamente reconhecidas de Brainin foi publicada em russo e não são listadas aqui.
Além disso, ele também se dedica à pesquisa na música microtonal.
Valeri Brainin é o Presidente da Sociedade Russa para Educação Musica  — e representa a Sociedade Internacional da Educação Musical (ISME).
É também diretor do laboratório científico 'Novas tecnologias na educação musical' da Universidade Pedagógica Estatal de Moscou. 
É criador e diretor artístico do concurso internacional de interpretação Classica Nova™ (música do século XX, Hanôver, 1997, que foi dedicado à memória de Dmitri Shostakovich), e que foi registrada no Livro Guinness dos Recordes como a maior competição musical do mundo.
É diretor da Escola Musical 'Brainin' em Hanôver, com filiais em outras cidades da Alemanha, Rússia, Ucrânia, Belarus, Itália, Espanha, Colômbia e EUA.

## Atividade literária
Valeri Brainin é aluno de Arseny Tarkovski (poeta russo, pai do diretor de cinema Andrei Tarkovsky). As principais publicações poéticas de Valeri Brainin são as seguintes:
Em russo: revistas literárias 'Druzhba narodov' (Amizade dos Povos, Moscovo), 'Novy mir' (Novo Mundo, Moscovo), 'Ogonyok' (Foco, Moscovo), 'Grani' (Fronteiras, Frankfurt am Main), 'Dvadtsat dva' (Vinte e Dois, Jerusalém), 'Árion' (Moscovo), 'Kreshchatik' (Kiev), 'Znamya' (Bandeira, Moscovo), antologias 'Estrofes do Século' (Moscovo), compilador Yevgeny Yevtushenko) e 'Estrofes do Século-2' (Traduções de poesia para a língua russa, Moscovo).
- Livro de poemas: Брайнин-Пассек, В. К нежной варварской речи. Стихотворения. (Brainin-Passek, V. Para a delicada língua bárbara. Poemas). Compilador Mikhail Bezrodny. Autor do prefácio Yuri Arabov (roteirista de filmes: Moloch, Fausto). — São Petersburgo: Aletheia 2009. — 94 c. — (Série "Diáspora Russa. Coleção de Poesia e Prosa"). ISBN 978-5-91419-277-5

Em inglês: revista literária americana 'Partisan Review' (Boston)., revista literária americana 'EastWest Literary Forum'
Em sérvio: revista  literária iugoslava 'Koraci' (Passos)